# معركه الرقعي الاولى
هي معركه حدثت بين اماره الكويت ضد اماره سيل عرعر و تمت هزيمه الكويت